# Jørn Sørensen
Jørn Sørensen, född 17 oktober 1936 i Tårs, är en dansk före detta fotbollsspelare.
Sørensen blev olympisk silvermedaljör i fotboll vid sommarspelen 1960 i Rom.